# Lauterborn (Echternach)
Lauterborn (Luxemburgs: Lauterbur) is een gehucht in het Groothertogdom Luxemburg. Het ligt op het grondgebied van Echternach, op drie kilometer ten zuidwesten van deze stad, langs de N11/E29.

## Watermolens
Lauterborn ligt in het bosrijke dal van de Lauterborner Bach, een snelstromende beek met enkele zijbeken. Op deze beek werden niet minder dan vijf watermolens gebouwd. Slechts één ervan, de Dieschbourger Mühle of Specksmille, is nog in bedrijf. De voormalige molen dichtst bij het kasteel is thans omgebouwd tot hotel.

## Kasteel en kapel
De opvallendste gebouwen in Lauterborn zijn het kasteel - eigenlijk een grote herenwoonst - met dependances en de kapel. Het zes hectare grote domein waarop het kasteel zich bevindt, werd al in de eerste helft van de 10de eeuw aan de abdij van Echternach geschonken en bleef tot het eind van de 18de eeuw eigendom van deze abdij. Het huidige kasteel werd in 1774 opgetrokken op de plaats waar tot dan toe een hoeve had gestaan. De losstaande kapel dateerde uit 1629 maar werd in de late 18de eeuw in rococostijl herbouwd. In de voorgevel van zowel het kasteel als de kapel is het wapenschild verwerkt van de abt die de opdracht tot de bouw gaf. Bij de opheffing van de abdij door de Franse revolutionairen werd het kasteel met bijbehorende gronden en gebouwen in 1797 als 'nationaal goed' aangeslagen en openbaar verkocht. Sindsdien is het, met inbegrip van de kapel, in privé bezit gebleven en niet voor publiek toegankelijk.

## Hélène Thyra Seillière
In 1935 werd de schrijfster Hélène Thyra Seillière (Londen 1880 - Parijs 1973) eigenares van het kasteel, dat ze als zomerverblijf gebruikte. Tijdens het Ardennenoffensief in december 1944 liep het domein ernstige schade op. Hélène Thyra Seillière vatte nadien de heropbouw aan en nam zich voor om het kasteel tot een ontmoetingscentrum voor Franstalige schrijvers in te richten. Vanwege geldtekort kon ze dit voornemen uiteindelijk niet ten uitvoer brengen. Na haar dood werden de herstellingswerken voltooid door de nieuwe eigenaar. De rechtervleugel werd niet heropgebouwd. Ondertussen was de kapel wel al volledig gerestaureerd en opnieuw gewijd in de jaren zestig van de 20ste eeuw.

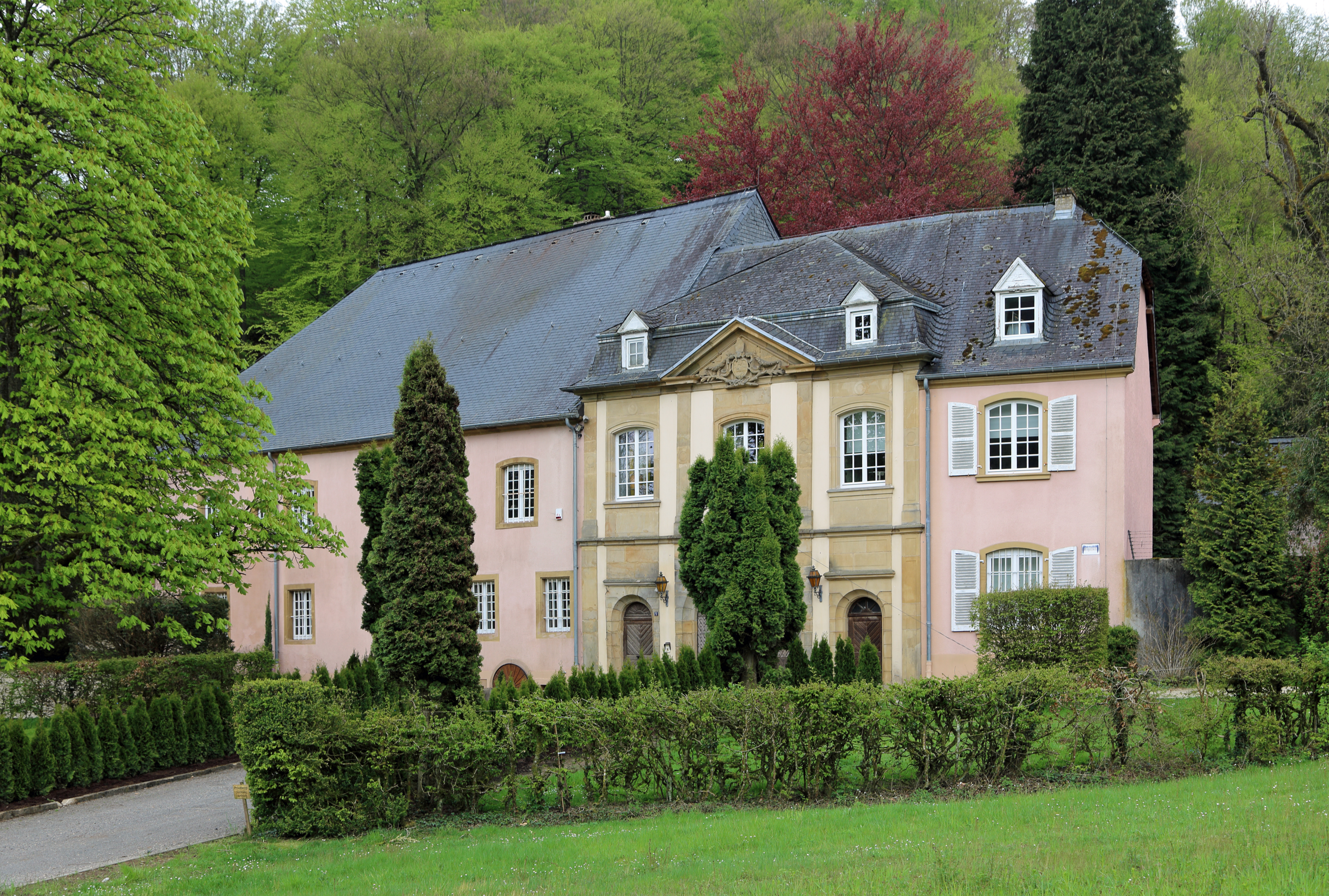
Het kasteel van Lauterborn
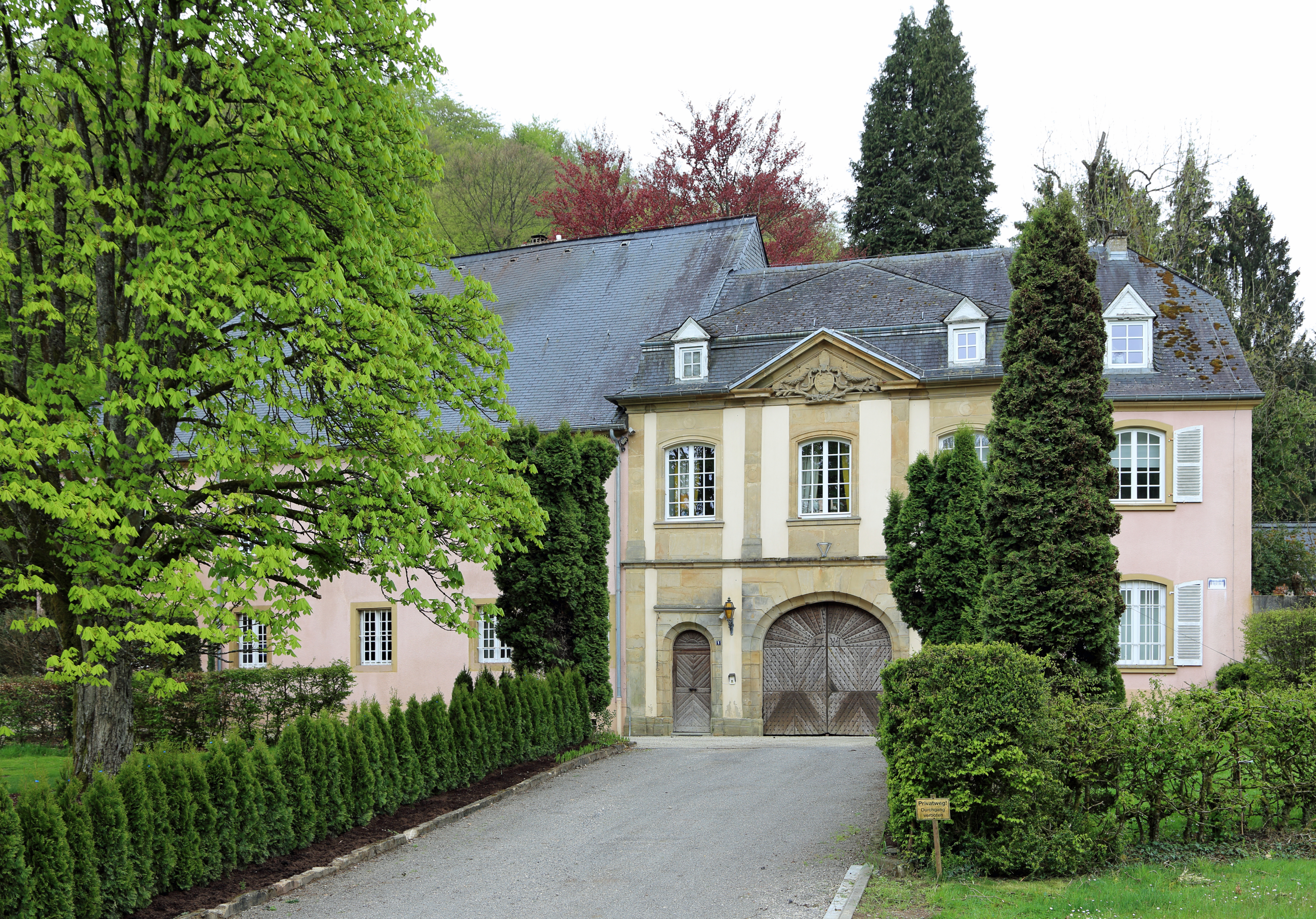
Oprijlaan en centraal gedeelte van het kasteel
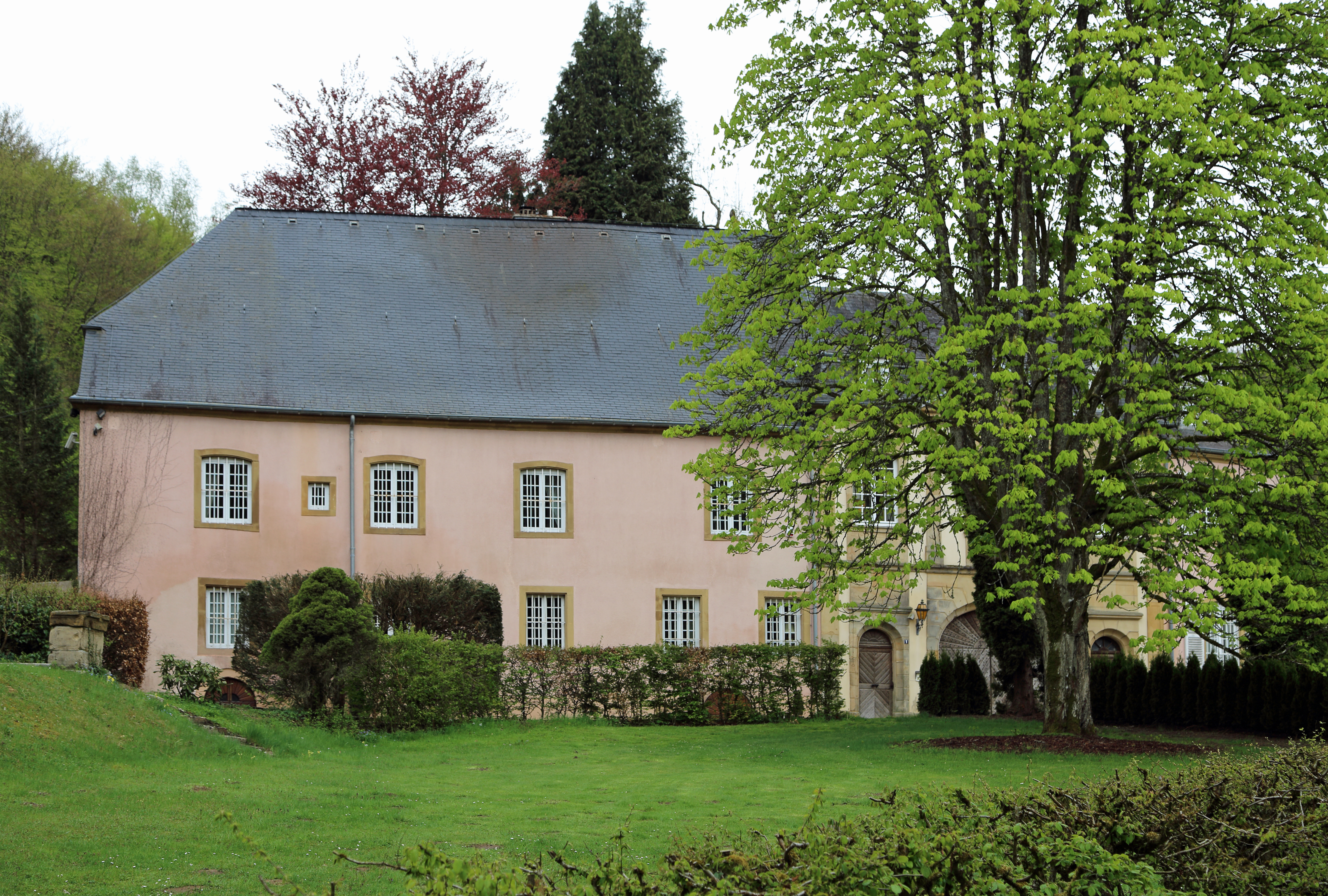
De linkse dependance van het kasteel; een gelijkaardig rechterdeel werd na 1944 niet heropgebouwd
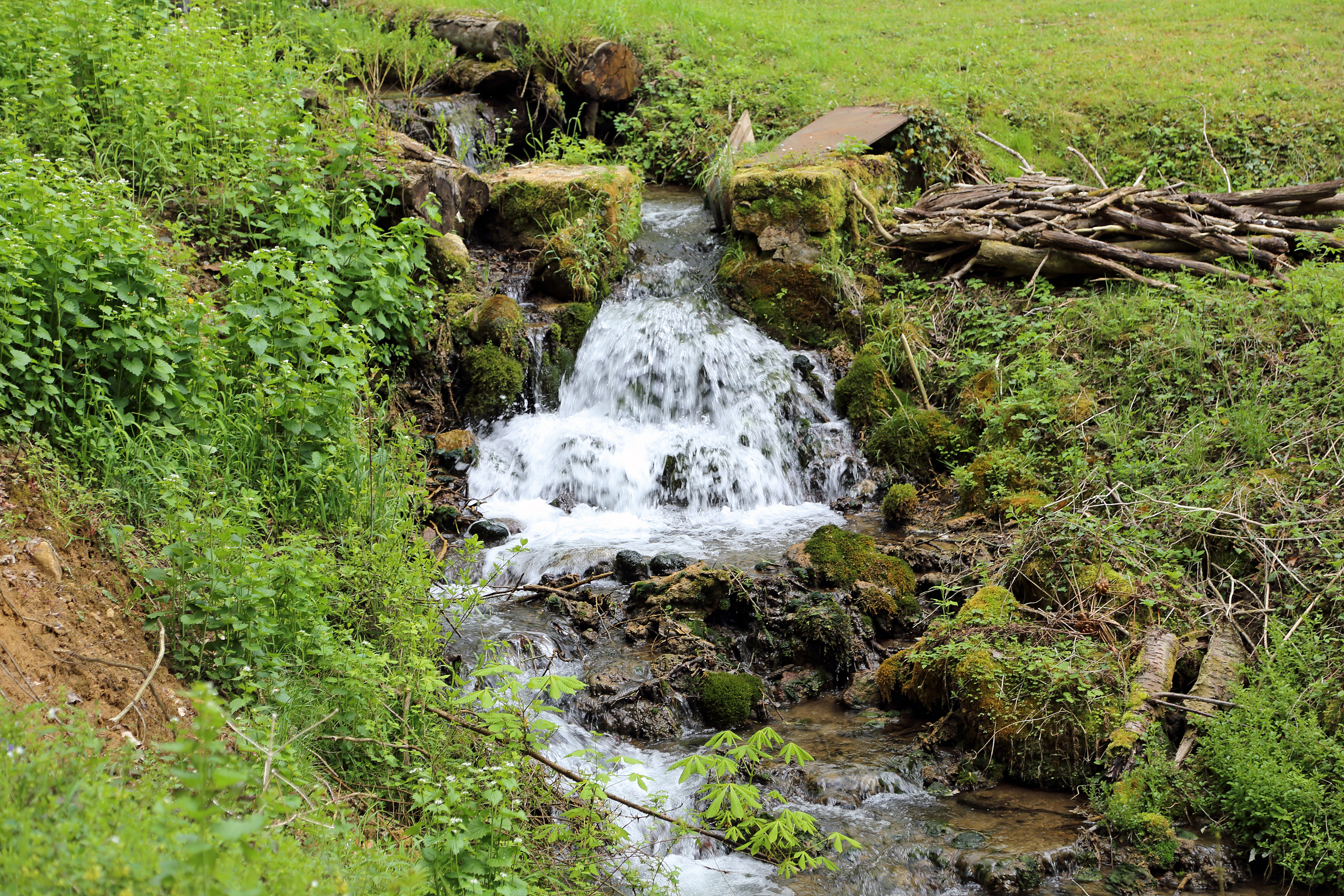
Beekje in het kasteelpark
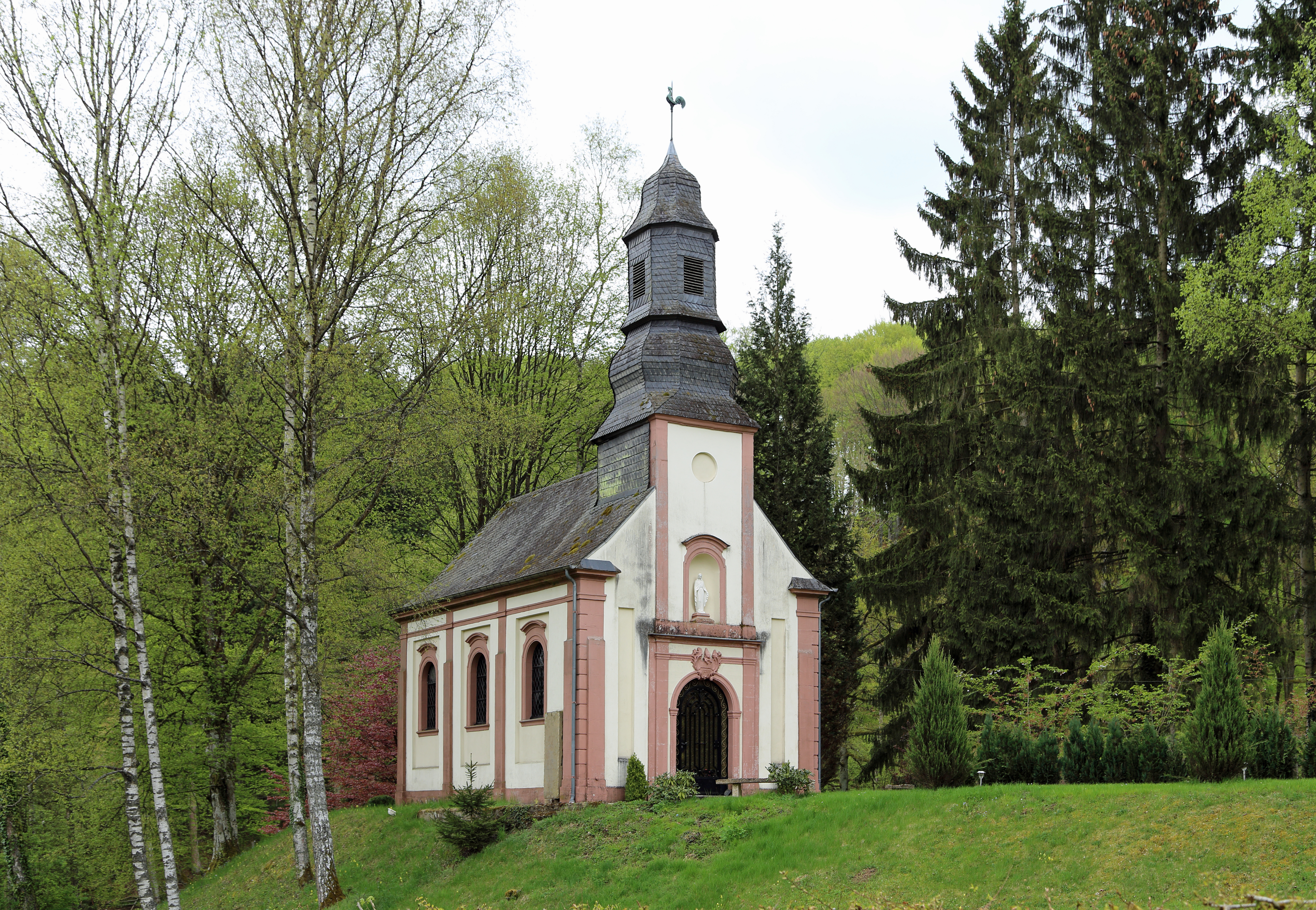
De kapel bij het kasteel
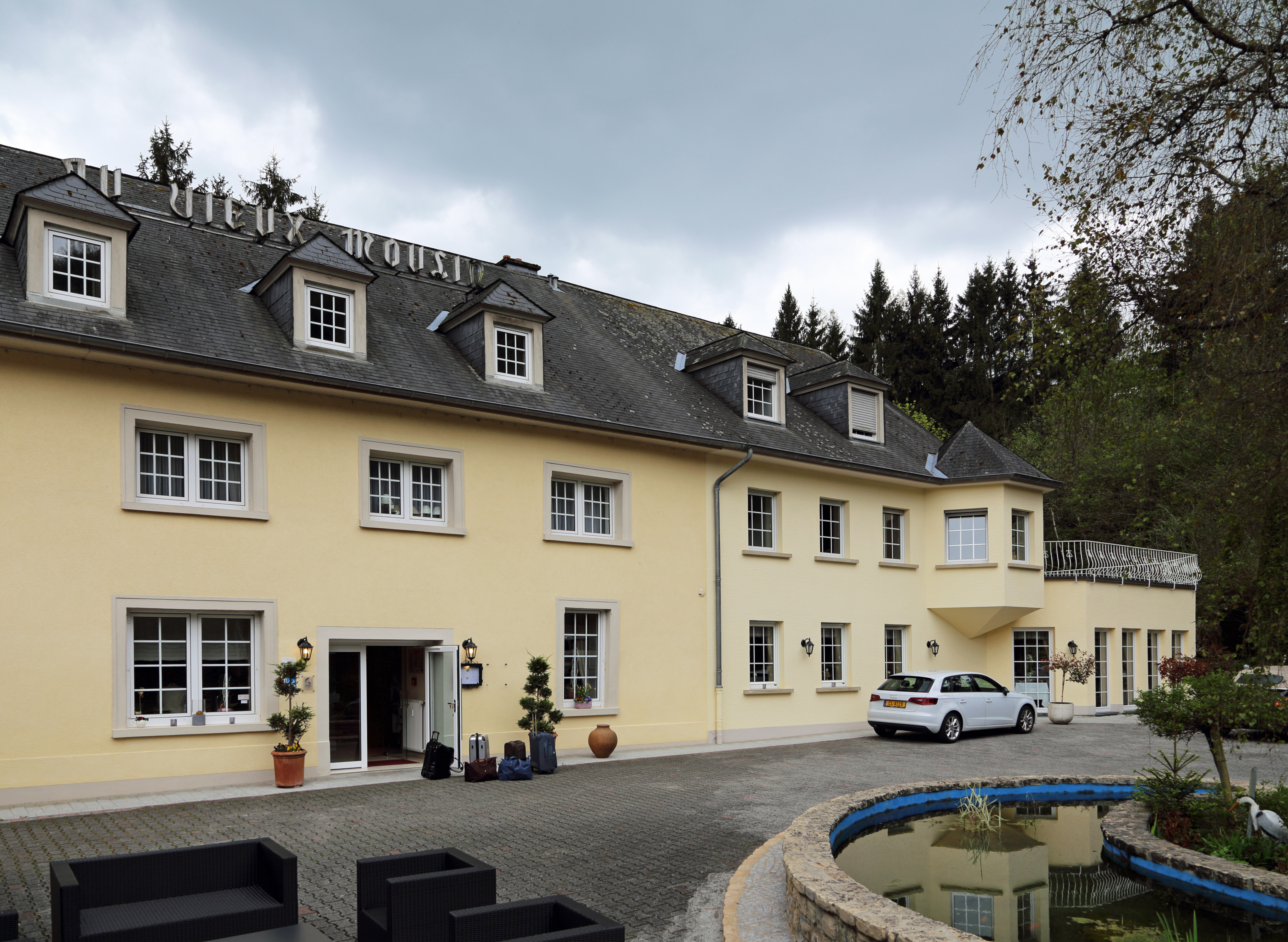
Voormalige watermolen, thans omgebouwd tot hotel